# C.R. Smith
Cyrus Rowlett Smith, född 9 september 1899 i Milam County, Texas, död 4 april 1990 i Annapolis, Maryland, var en amerikansk företagsledare och politiker. Han var verkställande direktör för American Airlines 1934-1964 och 1973-1974. Han tjänstgjorde som USA:s handelsminister 1968-1969.
C.R var den äldste sonen i en familj i det lantliga Texas. Fadern lämnade familjen då C.R var nio år gammal. C.R fick växa upp hos sin mor, tillsammans med sina sex bröder. C.."två R hoppade av high school då han fick anställning på en bank.
C.R Smith moderniserade American Airlines under sin tid som flygbolagets chef. Han var 1964-1968 företagets styrelseordförande. C.R Smith var vidare vd under en övergångsperiod på 1970-talet då American Airlines befann sig i en krissituation.
C.R Smith utsågs till handelsminister 1968. Redan 1969 efterträddes han dock av Maurice Stans. 
C.R. Smith dog 1990 och gravsattes på Arlingtonkyrkogården.